# Tokyo Wan Aqua-Line

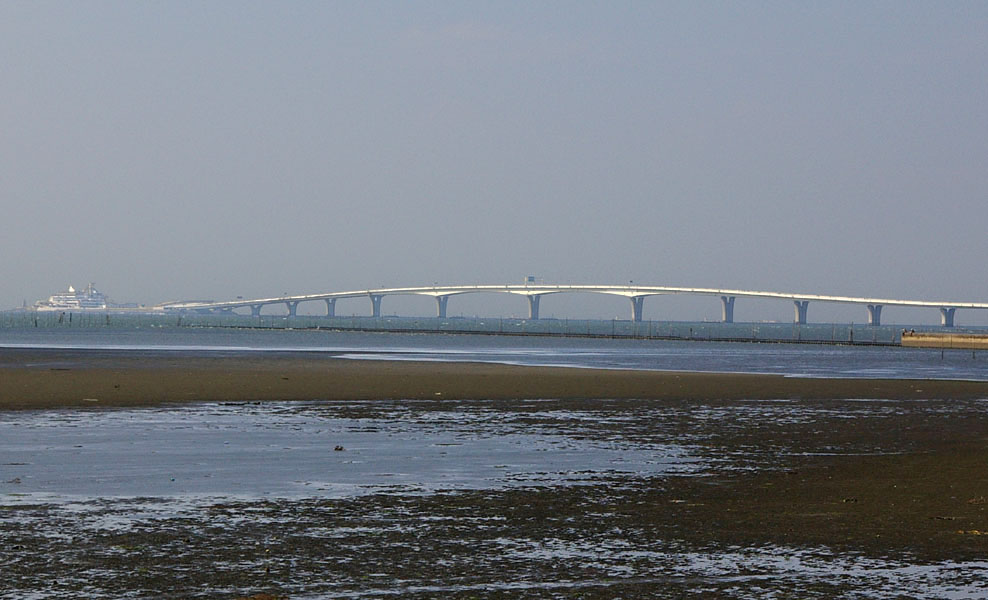
Le pont de la Tokyo Wan Aqua-Line.

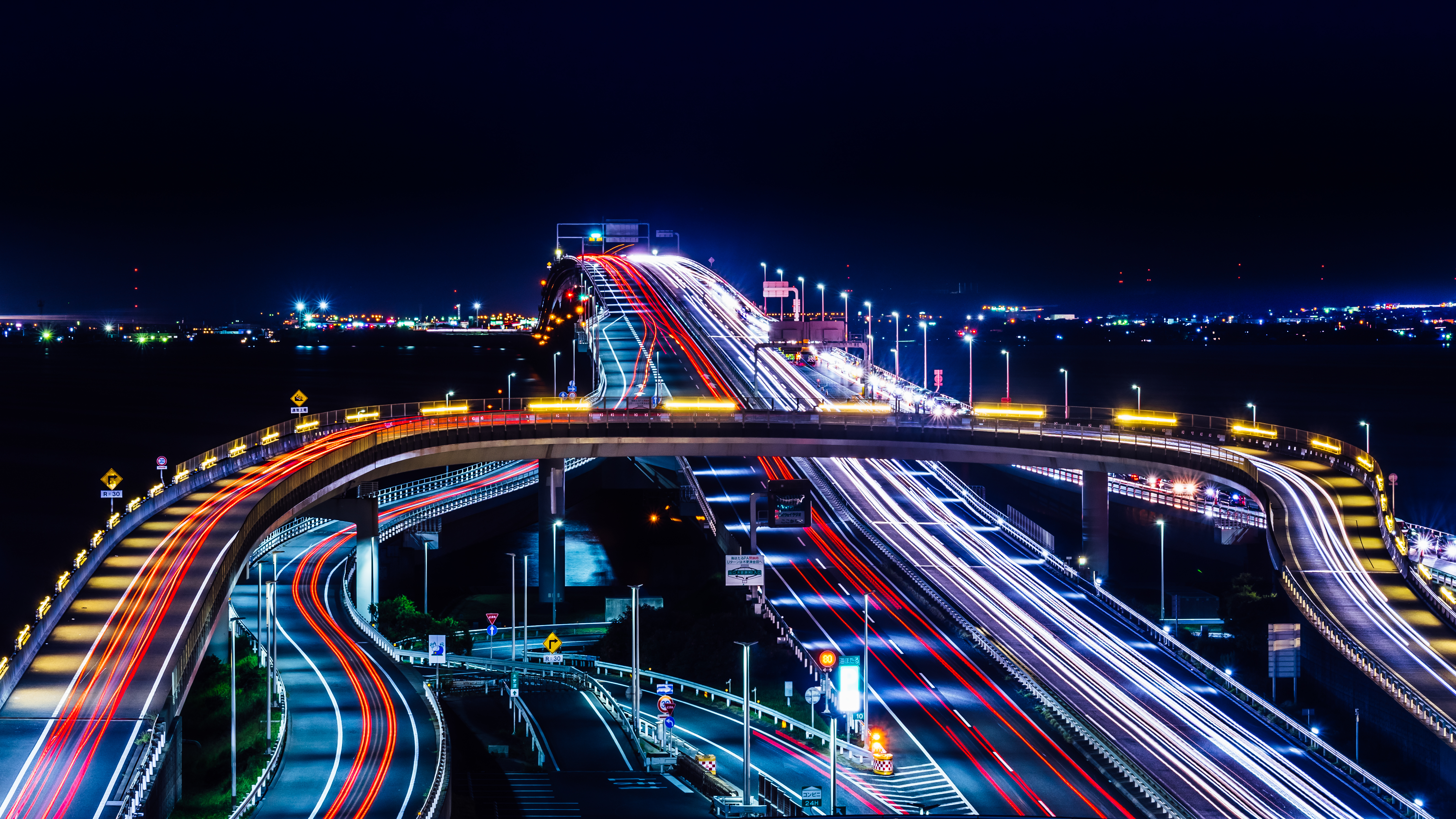
Umihotaru

La Tokyo Wan Aqua-Line (東京湾アクアライン, tōkyō wan akua rain) est une route japonaise composée de tunnels sous-marins et de ponts qui relie la préfecture de Chiba à celle de Kanagawa à travers la baie de Tokyo.

## Présentation
L'Aqua-Line relie la ville de Kawasaki dans la préfecture de Kanagawa et la ville de Kisarazu dans la préfecture de Chiba en traversant la baie de Tokyo. Avec une longueur totale de 14 km, elle se compose d'un pont de 4,4 km et d'un tunnel de 9,6 km qui est le plus long tunnel sous-marin pour voitures au monde.
Une île artificielle appelée « Umi-hotaru » (luciole de mer) fait la jonction entre le pont et le tunnel. Elle comporte une aire de repos avec des restaurants, des magasins et des équipements de loisirs. Une tour caractéristique appelée Kaze no tō (tour du vent) au milieu du tunnel sert à y faire circuler l'air.
La route intègre la Route nationale 409 à travers la baie. Elle a été ouverte le 18 décembre 1997 après 31 ans de travaux pour un coût de 1 440 milliards de yens (11,2 milliards de dollars au moment de l'ouverture). L'Aqua-Line permet de réduire à 15 minutes le trajet entre les deux importantes régions industrielles de Chiba et de Kanagawa. Avant d'être ouverte, il fallait utiliser une route de 100 km le long de la baie de Tokyo qui passait par le centre de Tokyo. L'un des buts de l'Aqua-Line était de réduire le trafic dans le centre de Tokyo mais, à cause du tarif élevé de 3 700 yens (27 €) au péage de l'autoroute, l'effet n'a pas été aussi fort qu'escompté.
Huit tunneliers ont été utilisés pour forer les tunnels. Leur diamètre de forage de 14,14 m a constitué un nouveau record mondial. Leur automatisation a été poussée au point que les tunneliers fournis par Kawasaki Heavy Industries étaient conduits par un seul opérateur.
Pour la première fois, en 2022, l'Aqua-Line a été traversée par plus de 50 000 véhicules/jour en moyenne durant l’année.
A noter qu'au mois de juin tous les ans, la route est fermée  afin d’accueillir le passage des milliers de coureurs de l'Aqua Line Marathon.